# Encontrados
Encontrados es una ciudad venezolana, es la capital del Municipio Catatumbo del estado Zulia y de la parroquia Encontrados. Recibe su nombre por estar en el punto de encuentro entre los ríos Zulia y Catatumbo. Encontrados se encuentra en la subregión sur del lago de Maracaibo. Es apodada como “Capital Mundial de los Relámpagos”.

## Historia
En el año 1530, después que Ambrosio Alfinger funda a Maracaibo, emprende una expedición hacia el sur por Perijá, antes llamada serranía de Itotes, en Ocaña y muere al enfrentarse a los indígenas chitareros. Su lugarteniente Nicolas Federmann sigue hasta los valles de Cúcuta, desde donde regresa a Maracaibo siguiendo el curso del río Zulia que vierte sus aguas al río Catatumbo; este encuentro de los ríos lo llaman "los ríos encontrados". 
Lo que originó el nombre del centro poblado. Los expedicionarios informaron sobre la existencia de esta gran vía fluvial y la calidad de sus tierras. Así la Real Compañía Guipuzcoana realizó actividades en esta zona, extrayendo madera, resinas y productos agrícolas, pecuarios y pesqueros como: coco, pescado salado, piezas de cacería, maíz y cacao, originando numerosas haciendas; es entonces cuando se fundó a Encontrados como centro de acopio y comercialización.
La construcción del Gran ferrocarril del Táchira entre San Félix y Encontrados, en 1896 trajo un período de prosperidad para la población.
La producción petrolera se dio a comienzos del siglo XX a través del señor Teodoro Gutiérrez, llegando a funcionar al poco tiempo la Colón Development Company, obteniendo las concesiones en 1913.

## El fenómeno de El Relámpago o Faro del Catatumbo
Es muy oportuno señalar que, una vez formado el petróleo en el subsuelo zuliano, comenzaron a manifestarse una serie de fenómenos físico-químicos resultantes de la emanación de gases. Al expandirse en la atmósfera, estos gases dieron lugar al muy mencionado y singular fenómeno conocido como el Relámpago del Catatumbo. Si este fenómeno guarda relación con la presencia del llamado “aceite negro”, entonces debió haberse manifestado desde finales del Cretácico y principios de la era Cuaternaria; al menos así se presume, según las explicaciones ofrecidas por el mundo científico.
Conocido también como el “Faro de Maracaibo”, este fenómeno puede observarse todas las noches hacia el suroeste de la barra de Maracaibo, posiblemente en la confluencia de los ríos Zulia y Catatumbo.
El fenómeno consiste en un relámpago de luz muy brillante y periódico que aparece en el cielo de la zona mencionada. Curiosamente, es ajeno a cualquier tipo de ruido atmosférico, aunque la voz popular afirma que en el lugar donde se manifiesta puede escucharse un ruido sordo y subterráneo.
Se estima que el relámpago se produce a una altura considerable, posiblemente de unos 10 km. Por esta razón, puede ser observado desde lugares muy distantes, como Aruba y la península de Paraguaná. Los pasajeros de aviones comerciales que sobrevuelan las costas venezolanas pueden contemplar este fulgor en todo su esplendor, y para los aviadores representa una excelente guía que indica la proximidad de Maracaibo o Maiquetía. De igual forma, los navegantes y pescadores que transitan por las aguas del Golfo de Venezuela lo utilizan como un faro natural que les orienta en su ruta.
Aún no existe una explicación definitiva sobre el Relámpago del Catatumbo. Sin embargo, algunos científicos lo atribuyen a la acumulación de gases altamente inflamables que, al liberarse en grandes cantidades y entrar en contacto con cargas electromagnéticas en la atmósfera, generan una chispa intermitente: el relámpago. Este fenómeno natural parece ser único en el mundo. Debe haber algo especial en la atmósfera de la región, ya que no se tiene noticia de que se haya presentado en otros países petroleros.
De la época de la Conquista y la Colonia apenas existen referencias esporádicas sobre su presencia. No obstante, los pueblos aborígenes lo interpretaban como una manifestación de las divinidades que veneraban.

## Producción
La cría de ganado vacuno, porcino y aviar, y la producción de leche y queso son las principales actividades económicas de Encontrados.

## Clima
Se caracteriza por tener un clima húmedo y caluroso. La precipitación se incrementa de norte a sur de este a oeste en un promedio de 2000 mm. La causante de humedad en el municipio es la sobresaturación de agua.
| Parámetros climáticos promedio de Encontrados | Parámetros climáticos promedio de Encontrados | Parámetros climáticos promedio de Encontrados | Parámetros climáticos promedio de Encontrados | Parámetros climáticos promedio de Encontrados | Parámetros climáticos promedio de Encontrados | Parámetros climáticos promedio de Encontrados | Parámetros climáticos promedio de Encontrados | Parámetros climáticos promedio de Encontrados | Parámetros climáticos promedio de Encontrados | Parámetros climáticos promedio de Encontrados | Parámetros climáticos promedio de Encontrados | Parámetros climáticos promedio de Encontrados | Parámetros climáticos promedio de Encontrados |
| Mes                                           | Ene.                                          | Feb.                                          | Mar.                                          | Abr.                                          | May.                                          | Jun.                                          | Jul.                                          | Ago.                                          | Sep.                                          | Oct.                                          | Nov.                                          | Dic.                                          | Anual                                         |
| --------------------------------------------- | --------------------------------------------- | --------------------------------------------- | --------------------------------------------- | --------------------------------------------- | --------------------------------------------- | --------------------------------------------- | --------------------------------------------- | --------------------------------------------- | --------------------------------------------- | --------------------------------------------- | --------------------------------------------- | --------------------------------------------- | --------------------------------------------- |
| Temp. máx. media (°C)                         | 31                                            | 31.6                                          | 33.7                                          | 35                                            | 34                                            | 34                                            | 35.1                                          | 34.4                                          | 32.9                                          | 32                                            | 31.8                                          | 31.8                                          | 33.1                                          |
| Temp. mín. media (°C)                         | 19.1                                          | 20                                            | 22.1                                          | 23                                            | 22.7                                          | 22.5                                          | 23                                            | 22                                            | 22                                            | 21.5                                          | 21                                            | 20                                            | 21.6                                          |
| Precipitación total (mm)                      | 116                                           | 100                                           | 136                                           | 139                                           | 159                                           | 137                                           | 171                                           | 200                                           | 244                                           | 236                                           | 216                                           | 146                                           | 2000                                          |
| [cita requerida]                              |                                               |                                               |                                               |                                               |                                               |                                               |                                               |                                               |                                               |                                               |                                               |                                               |                                               |

## Hidrografía
Encontrados se encuentra en la confluencia de los ríos Zulia y Catatumbo de donde viene su nombre, ambos son navegables durante todo el año por lo que son una importante vía de comunicación y proporcionan recursos pesqueros.

## Vías de comunicación
Las principales vías son las calles Piar, Padilla, San Juan, Urdaneta, La Ceiba, Colón y las Avenidas Bolívar y Unión. La carretera Santa Bárbara – Encontrados que comunica a Encontrados con las poblaciones vecinas de Boca Zulia, San Felipe, Valderrama, San Martín, Santa Bárbara y San Carlos, es por donde pasaba el ferrocarril. 

## Economía local
Además de la actividad agropecuaria, la Agricultura y la producción de lácteos y la pesca son actividades económicas importantes.
Sin mencionar el consumo de aguardiente, principal actividad recreativa de los lugareños.

## Festividades
Se celebran las fiestas de Nuestra Señora del Carmen el 16 de julio, Santa Bárbara el 4 de noviembre.
La fiesta de Nuestra Señora del Carmen tiene lugar cada año el 16 de julio y los de Santa Bárbara y San Carlos el 4 de noviembre.

## Sitios de referencia
- Iglesia Nuestra Señora del Carmen. Avenida Bolívar
- Muelle del Catatumbo
- Parque Costanero. Av. Bolívar con calle Urdaneta.
- Aeropuerto de Encontrados. Km 4 vía el Guayabo Encontrados
- Ferrocarril y terminal de Pasajero. El Vigía – Encontrados.
- Calle la Cruz.
- Inavi o urbanización las Madrina.
- Estadio Municipal Asael Hernández.
- Escuela Básica DR. Albero Roncajolo